# Náboženství ve Slovinsku
Náboženství ve Slovinsku (2019)
Náboženství ve Slovinsku je dominantně křesťanské, i když v posledních letech klesá podíl věřících, hlásících se ke křesťanství. V roce 1991 se ke křesťanství hlásilo 75% obyvatel, v roce 2013 to bylo již jen 61%. Nejpočetnějšími křesťanskými denominacemi jsou římští katolíci (58%) (další pak pravoslavní 2% a luteráni 1%. Nejpočetnější nekřesťanskou náboženskou skupinou jsou muslimové (2,5%). Odhad v počtu židů je kolem 400 až 600 věřících, ale tamní komunita mluví o 500 až 1 000.
Všechny náboženství v období studené války na území Jugoslávie ovlivnil komunistický režim a to i přesto, že byl v Jugoslávii socialismus umírněnější. Před rozpadem Jugoslávie bylo na území Slovinska více věřících než nyní v samostatném Slovinsku. Muslimové ve Slovinsku se obvykle hlásí k bosňácké národnosti. Od roku 1983 je zde registrovaný i Hinduismus.

## Náboženské rozložení v tabulce
| Vyznání                 | %    | %    |
| ----------------------- | ---- | ---- |
| katolíci                | 71,6 | 57,8 |
| luteráni                | 0,9  | 0,8  |
| pravoslavní             | 2,4  | 2,3  |
| ostatní náboženství     | 0,0  | 0,2  |
| muslimové               | 1,5  | 2,4  |
| věřící, ale bez vyznání | 0,2  | 3,5  |
| ateisté                 | 4,4  | 10,2 |
| odmítli odpovědět       | 4,3  | 15,7 |
| nezjištěno              | 14,6 | 7,1  |